# Colorado de Abangares
Colorado es el cuarto distrito del cantón de Abangares , en la provincia de Guanacaste, Costa Rica. 
Es uno de los ocho Concejos Municipales de Distrito existentes en Costa Rica.

## Historia
Colorado fue creado el 24 de abril de 1970 por medio de Decreto 23, crea consejo distrital.En febrero de 2024, la Asamblea Legislativa de Costa Rica aprobó en primer debate la creación del cantón de Colorado, el número 85 del país. . 

## Geografía
Colorado cuenta con un área de 197,84 km² y una altitud media de 18 m s. n. m.

## Demografía
Para el año 2022, Colorado cuenta con una población estimada de 6552 habitantes, y para el último censo efectuado, en 2011, Colorado contaba con una población de 4621 habitantes.

## Localidades
- Poblados: Almendros, Barbudal, Gavilanes, Higuerillas, Las Huacas (parte), Monte Potrero, Quebracho, Peñablanca, San Buenaventura, San Joaquín, Solimar, Villafuerte.

## Transporte

### Carreteras
Al distrito lo atraviesan las siguientes rutas nacionales de carretera:
- Ruta nacional 18
- Ruta nacional 133
- Ruta nacional 601